# Morgan Plus Six
Der Morgan Plus Six ist ein Roadster des britischen Automobilherstellers Morgan.

## Geschichte
Nachdem der Morgan Plus 8 im Jahr 2018 eingestellt wurde, präsentierte Morgan auf dem 89. Genfer Auto-Salon im März 2019 mit dem Plus Six das Nachfolgemodell, Es hat einen neuen geklebten Aluminiumrahmen, der doppelt so verwindungssteif ist wie der des Vorgängers und dabei 100 kg leichter. Die Karosserie hat weiterhin ein Gerippe aus Eschenholz.
Zum Verkaufsstart war der Roadster in zwei Sondermodellen – Emerald und Moonstone – erhältlich. Im November 2022 wurde die Baureihe mit einem überarbeiteten Innenraum vorgestellt.
In Zusammenarbeit mit Pininfarina entstand das auf 50 Exemplare limitierte Sondermodell Midsummer, das im Mai 2024 vorgestellt wurde und seine Öffentlichkeitspremiere auf dem Goodwood Festival of Speed im Juli 2024 hat. Es ist ein Barchetta ohne klassische Windschutzscheibe.
Da 2025 die Produktion des Plus Six eingestellt wurde, präsentierte Morgan zum Abschluss der Baureihe im Oktober 2024 noch das auf 30 Exemplare limitierte Sondermodell Pinnacle. Das Nachfolgemodell ist der Morgan Supersport, der im März 2025 vorgestellt wurde.

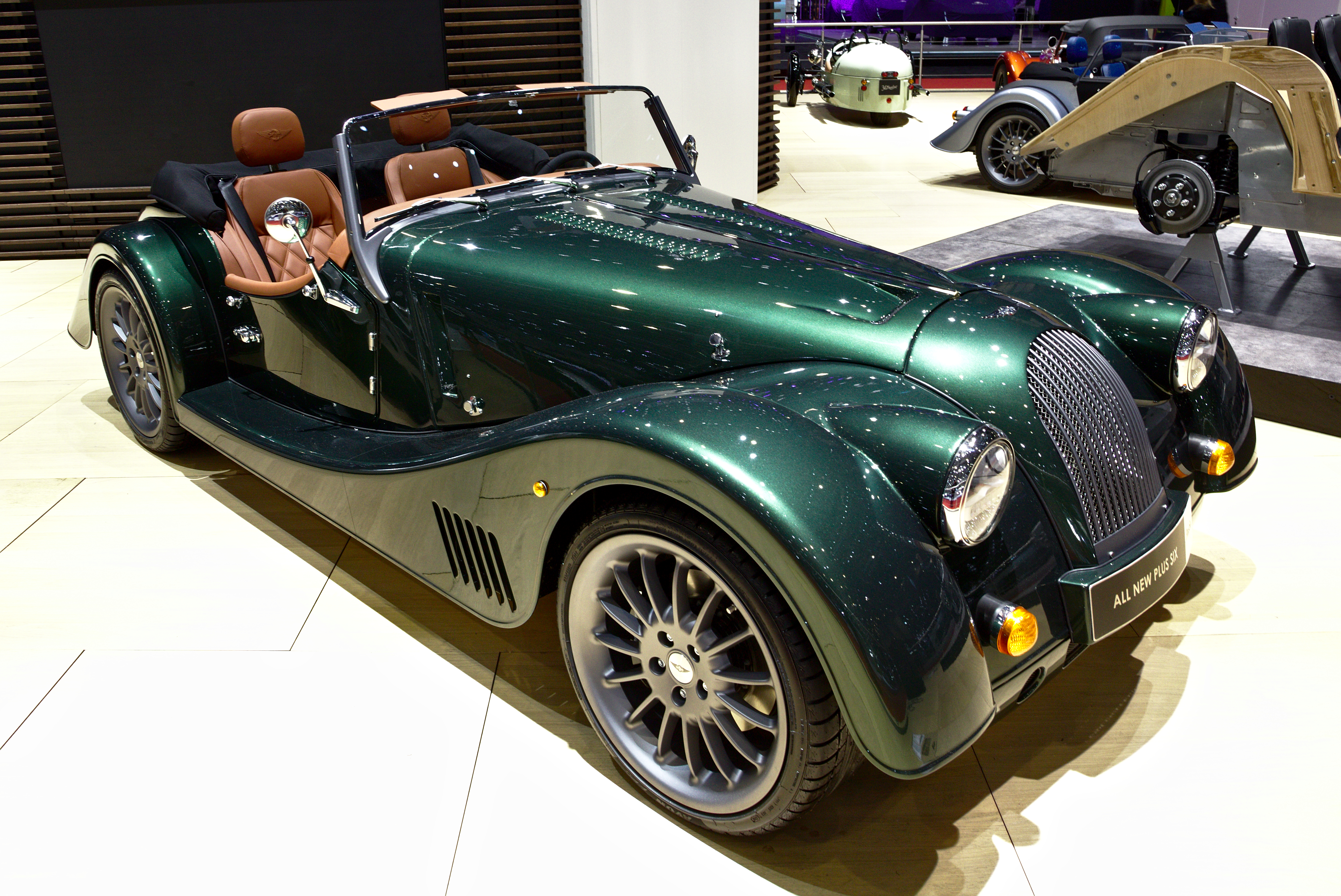
Morgan Plus Six Emerald auf dem Genfer Auto-Salon 2019
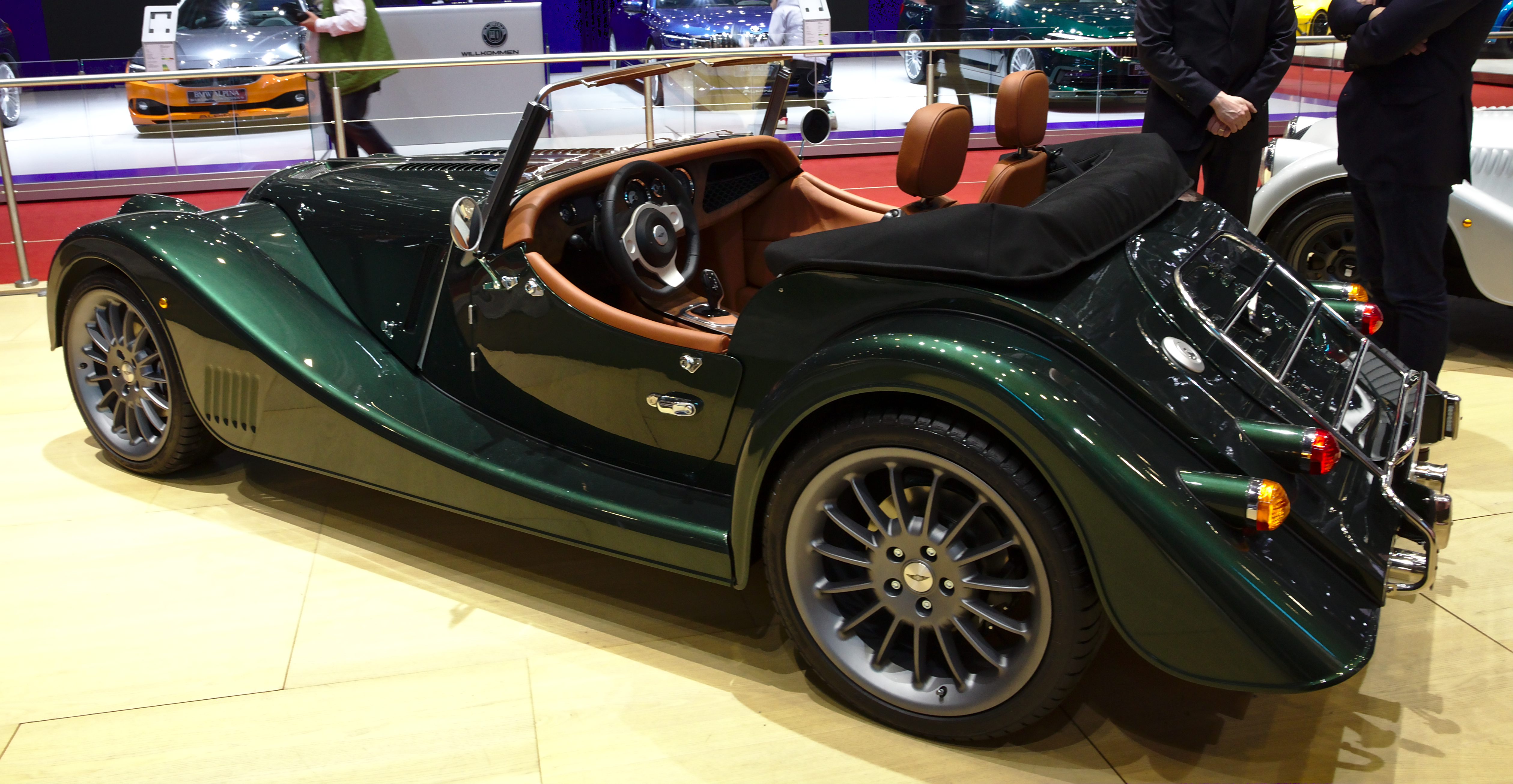
Heckansicht
Morgan Midsummer auf dem Goodwood Festival of Speed 2024
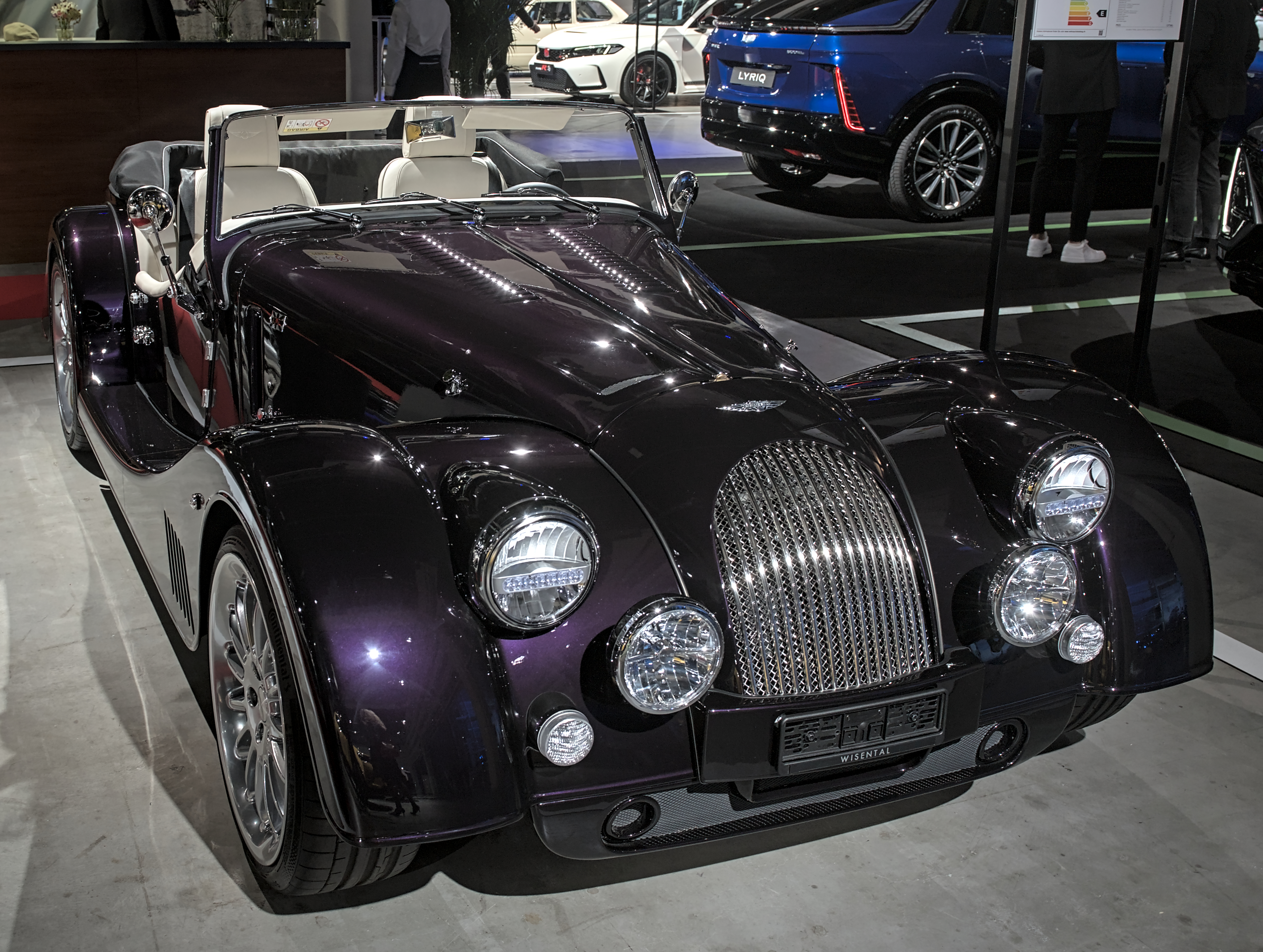
Morgan Plus Six Pinnacle auf der Auto Zürich 2024
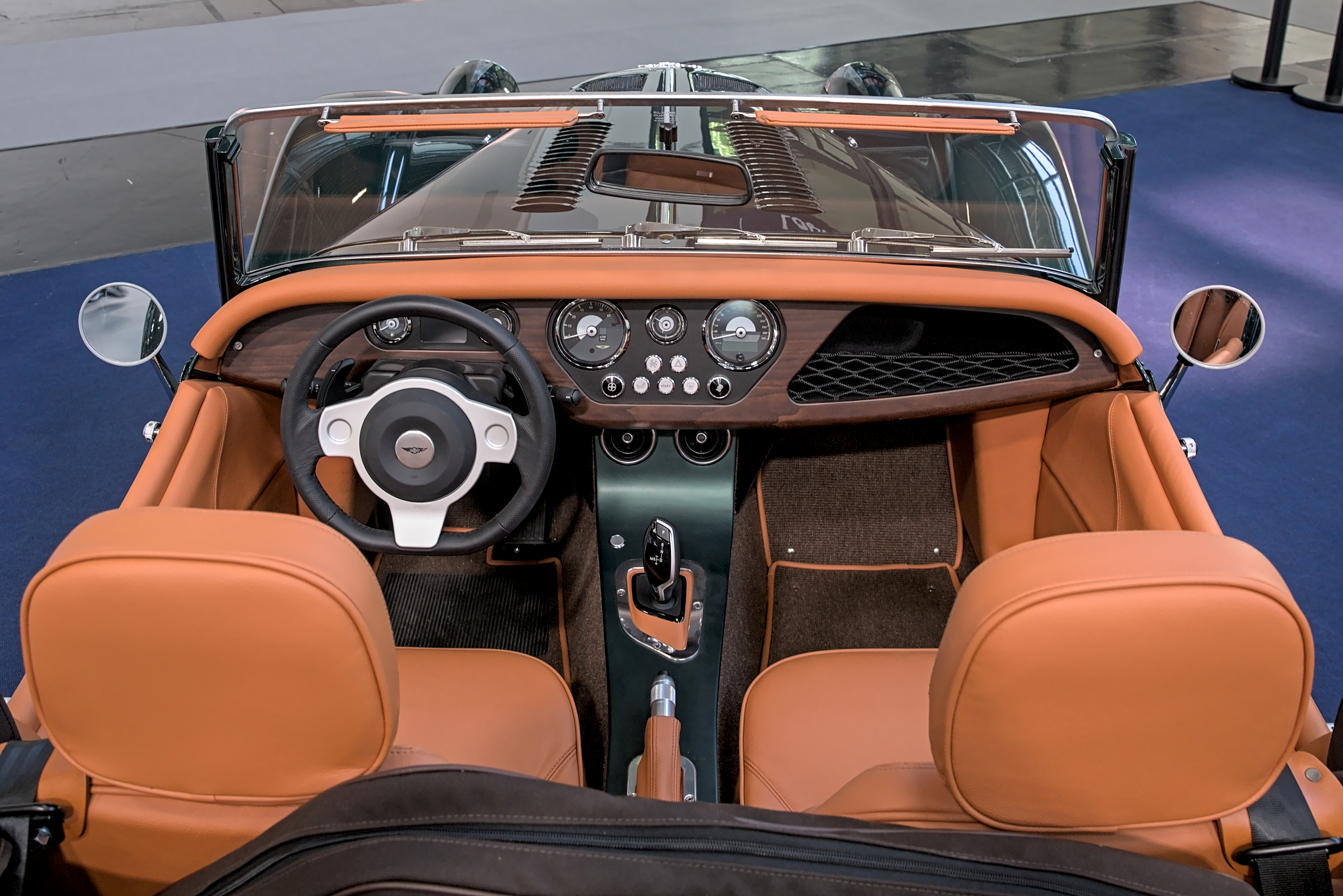
Innenansicht

## Technische Daten
Angetrieben wird der Morgan Plus Six vom 250 kW (340 PS) starken Reihensechszylinder-Ottomotor des Typs B58 von BMW. Das Fahrzeug ist damit das erste Modell des Herstellers mit Turbolader. Auf 100 km/h soll das Fahrzeug in 4,2 Sekunden beschleunigen, die Höchstgeschwindigkeit wird mit 267 km/h angegeben.
|                                             | Plus Six                                                                 |
| Bauzeitraum                                 | 03/2019–03/2025                                                          |
| Motorkenndaten                              |                                                                          |
| Motortyp                                    | Sechszylinderreihen-Ottomotor B58                                        |
| Motoraufladung                              | Turbolader                                                               |
| Hubraum                                     | 2998 cm³                                                                 |
| max. Leistung bei min−1                     | 250 kW (340 PS) / 6500                                                   |
| max. Drehmoment bei min−1                   | 500 Nm                                                                   |
| Kraftübertragung                            |                                                                          |
| Antrieb                                     | Hinterradantrieb                                                         |
| Getriebe, serienmäßig                       | ZF-8-Stufen-Automatikgetriebe                                            |
| Fahrwerk                                    | Doppelquerlenker und Scheibenbremsen vorn und hinten, Zahnstangenlenkung |
| Messwerte                                   |                                                                          |
| Höchstgeschwindigkeit                       | 267 km/h                                                                 |
| Beschleunigung, 0–100 km/h                  | 4,2 s                                                                    |
| Kraftstoffverbrauch auf 100 km (kombiniert) | 7,4 l Super                                                              |
| CO2-Emissionen (kombiniert)                 | 170 g/km                                                                 |
| Tankinhalt                                  | 46 l                                                                     |